# Страсти Христовы: Воскресение
«Страсти Христовы: Воскресение» (англ. The Passion of the Christ: Resurrection) — американский библейский фильм в жанре эпической драмы. Режиссёр фильма — Мел Гибсон. Главные роли в фильме исполняют Джеймс Кэвизел, Майя Моргенштерн, Моника Беллуччи и Франческо Де Вито.
Этот фильм является продолжением фильма «Страсти Христовы» (2004), который также снял Мел Гибсон и которые были посвящены 12 часам до смерти Иисуса. Продолжение будет посвящено событиям, которые произошли за три дня и три ночи между распятием Иисуса и Его воскресением.

## Сюжет
Сюжет фильма будет посвящен событиям, которые произошли за три дня между распятием и воскресением Иисуса Христа, когда Он сошёл на лоно Авраамово, где проповедовал и воскрешал ветхозаветных святых, в отдельных интервью Гибсон заявлял, что Война на небесах и Сошествие Христа в ад также станут ключевыми элементами фильма.

## В ролях
- Джеймс Кэвизел — Иисус Христос
- Майя Моргенштерн — Мария
- Моника Беллуччи — Мария Магдалина
- Франческо Де Вито[англ.] — Пётр
- Тони Берторелли[англ.] — Анна
- Христо Шопов — Понтий Пилат
- Чокри Бен Загден — Иаков Зеведеев
- Джаррет Мерц — Симон Киринеянин

## Производство
В июне 2016 года было объявлено о том, что Гибсон начал работу над продолжением «Страсти Христовы», посвящённому Воскресению Иисуса Христа. Рэндалл Уоллес, который написал сценарий для «Храброго сердца» (1995), был также назван сценаристом фильма. В сентябре Гибсон выразил свой интерес к постановке фильма. По его оценкам фильм выйдет через несколько лет, так как это большой проект. Также в ноябре Гибсон подтвердил название «Воскресение Христово» (англ. The Resurrection of the Christ) и предположил, что часть фильма будет происходить в аду, заявив, что фильм будет посвящён трёхдневному периоду от смерти Иисуса до Его возвращения. В январе 2018 года Кэвизел подтвердил, что он вновь исполнит свою роль Иисуса. В сентябре 2020 года Кэвизел сообщил Breitbart News, что он получил третью версию сценария фильма; он также повторил свои слова о том, что это будет крупнейшим фильмом в мировой истории (англ. the biggest film in world history).
В марте 2022 года журнал RELEVANT опубликовал расследование, в котором собрал все известные сведения о подготовке фильма. По мнению автора расследования, отсутствие информации о производстве фильма не означает, что его не существует: возможно, уже завтра будет выпущен его трейлер, а через неделю фильм будет показан на «Нетфликс»; однако имеющиеся на сегодня данные не позволяют утверждать, что фильм достиг хотя бы стадии пре-продакшн. По состоянию на апрель 2022 года фильм всё ещё находился «в разработке».
В январе 2023 года появились сообщения о том, что работа над фильмом начнётся позже в этом году. Актёр Христо Живков, который, как и в первом фильме, должен был выступить в роли Иоанна, скончался в марте 2023 года. В апреле 2023 года сообщалось, что съёмки начались. В июле Гибсон рассказал о том, что у него пока есть два варианта сценария, один из которых напоминает «кислотный трип» («acid trip»). В начале сентября появилась информация о том, что съёмки стартуют в январе 2024 года. Однако по состоянию на октябрь 2024 года съёмки ещё не начались.
Фильм будет разделён на несколько частей, скорее всего на две, но возможно и на три. Съёмки первой части пройдут в Риме, дальнейшие части будут сниматься в Мехико. С сентября 2024 года Мэл Гибсон также ведёт поиск мест для съемок в Европе. По некоторым сведениям, премьера фильма была запланирована на Великую пятницу 18 апреля 2025 года. Осенью 2024 года стало известно, что съёмки начнутся лишь в 2025 году, в качестве одной из локаций рассматривалась Мальта.
В январе 2025 года в подкасте Джо Рогана Гибсон сообщил, что для исполняющего главную роль Джеймса Кэвизела будет использоваться компьютерная графика и другие спецэффекты, что позволит актёру выглядеть на тот же возраст, что и в первом фильме.
В феврале 2025 года было объявлено о том, что съёмки начнутся в марте 2025 года. Съёмки будут проходить в трёх странах: Италии, Мексике и Мальте. 
В марте 2025 года генеральный директор киностудии «Чинечитта» Мануэла Каччиамани сообщила, что съёмки в Риме начнутся в августе 2025 года.
В мае 2025 года Мел Гибсон, Брюс Дэвей и их компания Icon Productions выбрали киностудию Lionsgate в качестве партнёра по работе над фильмом, кроме того она также выступит дистрибьютором.